# Betty Curtis
Betty Curtis (nome verdadeiro: Roberta Corti, Milão, Lombardia, 21 de março de 1936 – Lecco, 15 de junho de 2006) foi uma cantora italiana, ativa entre 1957 e 1969. 
A sua canção  "Al di là" representou a Itália no Festival Eurovisão da Canção 1961, em Cannes, onde terminou em quinto lugar.
Em 1970, terminou uma longa associação com a CGD , de preferência perto da carreira musical da cantora, que tem, ao longo da década, voltará ocasionalmente para fazer registos de várias gravadoras menores. Entre suas últimas gravações deles é digno de nota é o álbum "Betty Folk Curtis", publicado em Alpha Records, eles levam a interpretações de canções tradicionais folclóricas italianas, incluindo o caçador na floresta, a freira, minha Calabrisella, E ela vai à fábrica, você está certo querida mãe , bem como sucessos internacionais, tais como Tango de ciúme, guitarra romana, Tango de Rosas, Amado Mio, dormir bem, do amor beijo , entre outros.
Nos últimos anos, graças ao clima de revival, bem como na realização de inúmeras noites, apareceu em vários programas de televisão, muitas vezes ao lado de Wilma De Angelis, colega e amigo.
Em 2004 foi convidado de honra no show Fiorello , junto com Wilma De Angelis e Boni Carla.
Ela morreu em 74 em uma clínica em Lecco , após uma longa doença.
Ela era casada com o cantor Claudio Celli do Quarteto Radar .

## Discografia

### Singles
- 1958 Con tutto il cuore (With All My Heart)
- 1958 La pioggia cadrà
- 1959 Nessuno
- 1959 Una marcia in fa (com Johnny Dorelli)
- 1959 Buondì
- 1960 Non sei felice
- 1960 Il mio uomo
- 1961 Al di là
- 1961 Pollo e champagne
- 1961 Aiutami a piangere
- 1961 Midi Midinette
- 1961 Ci vogliono i mariti
- 1961 Neve al chiaro di luna
- 1962 Buongiorno amore
- 1962 Stasera piove
- 1962 Soldi soldi soldi
- 1962 Tango del mare
- 1962 Chariot (I Will Follow Him)
- 1963 Wini, wini
- 1964 La casa più bella del mondo
- 1964 Scegli me o il resto del mondo
- 1965 Invece no (1965 San Remo Festival)
- 1966 Le porte dell`amore
- 1967 È più forte di me
- 1967 Guantanamera
- 1967 Povero Enrico
- 1969 Gelosia

## Filmografia
- I ragazzi del juke box, regia di Lucio Fulci (1959)
- Destinazione San Remo, regia di Domenico Paolella (1960)
- Canzoni a tempo di twist, regia di Stefano Canzio (1962)
- 008 Operazione ritmo, regia di Tullio Piacentini (1965)